# Harvard Papers in Botany
Harvard Papers in Botany – рецензируемый научный журнал, публикуемый два раза в год, в июне и декабре. Он охватывает все аспекты исследования растений и грибов, включая более длинные монографии, флористику, экономическую ботанику и историю ботаники. 
Harvard Papers in Botany основан в 1989 году для объединения следующих журналов, издаваемых Гарвардским университетом Гербария : 
- Botanical Museum leaflets, Гарвардский университет (тома 1–30, 1932–1986)
- Периодические статьи из Farlow Гербарий криптогамной ботаники (номера 1–19, 1969–1987)
- Вклад Серого Гербария Гарвардского Университета
- Farlowia: журнал криптогамной ботаники [3]

Начиная с № 8, Harvard Papers in Botany также включает в себя следующие журналы: 
- Journal of the Arnold Arboretum (тома 1–71, 1920–1990)
- Journal of Arnold Arboretum Дополнительная серия (№ 1, 1991) [3]

Тома 10 (2005) по настоящее время доступны онлайн на BioOne . 

## Внешние ссылки
- Гарвардские документы в ботанике
- Гарвардские документы по ботанике в рейтинге журнала SCImago
- Гарвардские документы по ботанике в цифровой библиотеке HathiTrust
- Гарвардские документы по ботанике в научных ботанических журналах